# Orgilus nitidiceps
Orgilus nitidiceps är en stekelart som beskrevs av Taeger 1989. Orgilus nitidiceps ingår i släktet Orgilus och familjen bracksteklar. Inga underarter finns listade i Catalogue of Life.